# Šentjur na Vinogradih
Šentjur na Vinogradih (nemško St. Georgen am Weinberg) je naselje v Občini Velikovec v Okraju Velikovec na Koroškem v Avstriji.